# Gerichtsbezirk Bozen
Der Gerichtsbezirk Bozen war ein dem Bezirksgericht Bozen unterstehender Gerichtsbezirk in der Gefürsteten Grafschaft Tirol. Der Gerichtsbezirk umfasste die Stadt Bozen und ihr Umland, wobei die Stadt Bozen Statutarstadt und das übrige Gebiet des Gerichtsbezirks Teil des Bezirks Bozens waren. Der Gerichtsbezirk gehörte dabei zu den bevölkerungsreichsten Gerichtsbezirken Tirols. Nach dem Ersten Weltkrieg musste Österreich den gesamten Gerichtsbezirk an Italien abtreten.

## Geschichte
Der Gerichtsbezirk Bozen wurde durch eine 1849 beschlossene Kundmachung der Landes-Gerichts-Einführungs-Kommission geschaffen und umfasste ursprünglich die 20 Gemeinden Afing, Bozen, Deutschnofen, Eggenthal, Flaas, Gries, Gummer, Jenesien, Karneid, Leifers, Mölten, Petersberg, Ritten, Steinegg, Terlan, Tiers, Vilpian, Wangen, Welschnofen und Zwölfmalgreien.
Der Gerichtsbezirk Bozen bildete im Zuge der Trennung der politischen von der judikativen Verwaltung
ab 1868 gemeinsam mit den Gerichtsbezirken Kaltern, Klausen, Neumarkt, Kastelruth und Sarnthal den Bezirk Bozen.
Der Gerichtsbezirk wies 1869 eine Bevölkerung von 30.318 Personen auf.
1910 wurden für den Gerichtsbezirk 47.951 Personen ausgewiesen, von denen 43.134 Deutsch (90,0 %) und 2.292 Italienisch oder Ladinisch (5,3 %) als Umgangssprache angaben.
Durch die Grenzbestimmungen des am 10. September 1919 abgeschlossenen Vertrages von Saint-Germain wurde der Gerichtsbezirk Bozen zur Gänze dem Königreich Italien zugeschlagen.

## Gerichtssprengel
Der Gerichtssprengel umfasste vor dem Ende des Ersten Weltkriegs die zwölf Gemeinden Bozen, Deutschnofen, Flaas, Gries, Jenesien, Karneid, Leifers, Mölten, Ritten, Terlan, Tiers, Wangen und Welschnofen.

## Aktenlage
Das Schriftgut des Gerichtsbezirks Bozen wird am Staatsarchiv Bozen verwahrt.